# Ninhursag
Ninhursag (en sumeri 𒊩𒌆𒉺𒂅 / Ninḫursag) és una de les denominacions de la dea mare sumèria. Especialment relacionada amb la gestació i els naixements.
Generalment, se la considerava la germana d'Enlil, però en algunes tradicions era la seva consort. Possiblement, va néixer de la unió d'An i de Nammu, o també a vegades figura com a filla de Kishan. En els primers dies, se la va separar del cel (An), i Enlil la va fer fora. Amb el nom d'Antú, era considerada la progenitora de la majoria dels déus, dels Anunnaki, els Igigi i els Utukku. Amb l'assistència d'Enki, produeix la vida animal i vegetal.

## Noms
Ninhursag significa 'La Dama dels turons Sagrats'. Té molts altres noms, 
- Ki, Terra,
- Nintu, Senyora del Naixement,
- Ninmah, Senyora Agost,
- Dingirmah,
- Aruru,
- Uriash,
- Belit-ili, Mare dels Déus.

Com a esposa d'Enki, era generalment anomenada Damgalnuna o Damkina. Va ser principalment una deessa de la fertilitat; en alguns himnes se la identifica com a «veritable i gran senyora del cel» i es diu que els reis de Sumer «van ser nodrits per la llet de Ninhursag». La llegenda diu que va crear els turons i les muntanyes, i que el seu fill Ninurta va canviar el seu nom, de Ninmah a Ninhursag per commemorar aquest fet, segons s'explica a Les exploracions de Ninurta, on es narra la lluita d'aquest déu amb el dimoni Asag.
Amb el nom de Nintu, Enki la va asseure a la part més important de la taula el dia del banquet per la celebració de la seva nova llar.
Com a Ninmah, va assistir Enki en la creació de l'espècie humana. Ella, juntament amb Nammu, va modelar l'ésser humà amb argila.
Com a Belit-ili, apareix amb un paper d'importància en l'Atrahasis, poema èpic de la creació i el diluvi universal.
En la cultura d'Accàdia, era Belit-ili, la Mare dels Déus i esposa d'Ea. Per als accadis contemporanis d'Enki, se la coneixia amb el nom de Damkina. El seu prestigi va disminuir en la mesura que augmentava el d'Ishtar, però al ser Damkina la mare de Marduk, el déu suprem de Babilònia, va tenir assegurat un lloc al panteó mitològic.

## Mite d'Enki i Ninhursag
El mite d'Enki i Ninhursag es va escriure en tauletes de fang que daten de l'època de la Tercera dinastia d'Ur, a l'antiga Mesopotàmia. La història narra com Enki va beneir la paradisíaca terra de Dilmun, per encàrrec de la dea Ninsikil; ell (Enki) va fer que brotés l'aigua subterrània, i que naus de Tukric i d'altres llocs, portessin or i pedres precioses a la mítica ciutat de Dilmun. Després, continua narrant la història incestuosa d'Enki, Ninhursag i les seves filles, Ninsar, Ninkurra i Uttu. El text explica que Enki va mantenir relacions amb les seves filles; Ninhursag, gelosa, es venja causant vuit malalties. Però, finalment, va accedir a desfer el seu conjur i va crear vuit deïtats per curar cadascuna de les malalties.